# Бантоидные языки

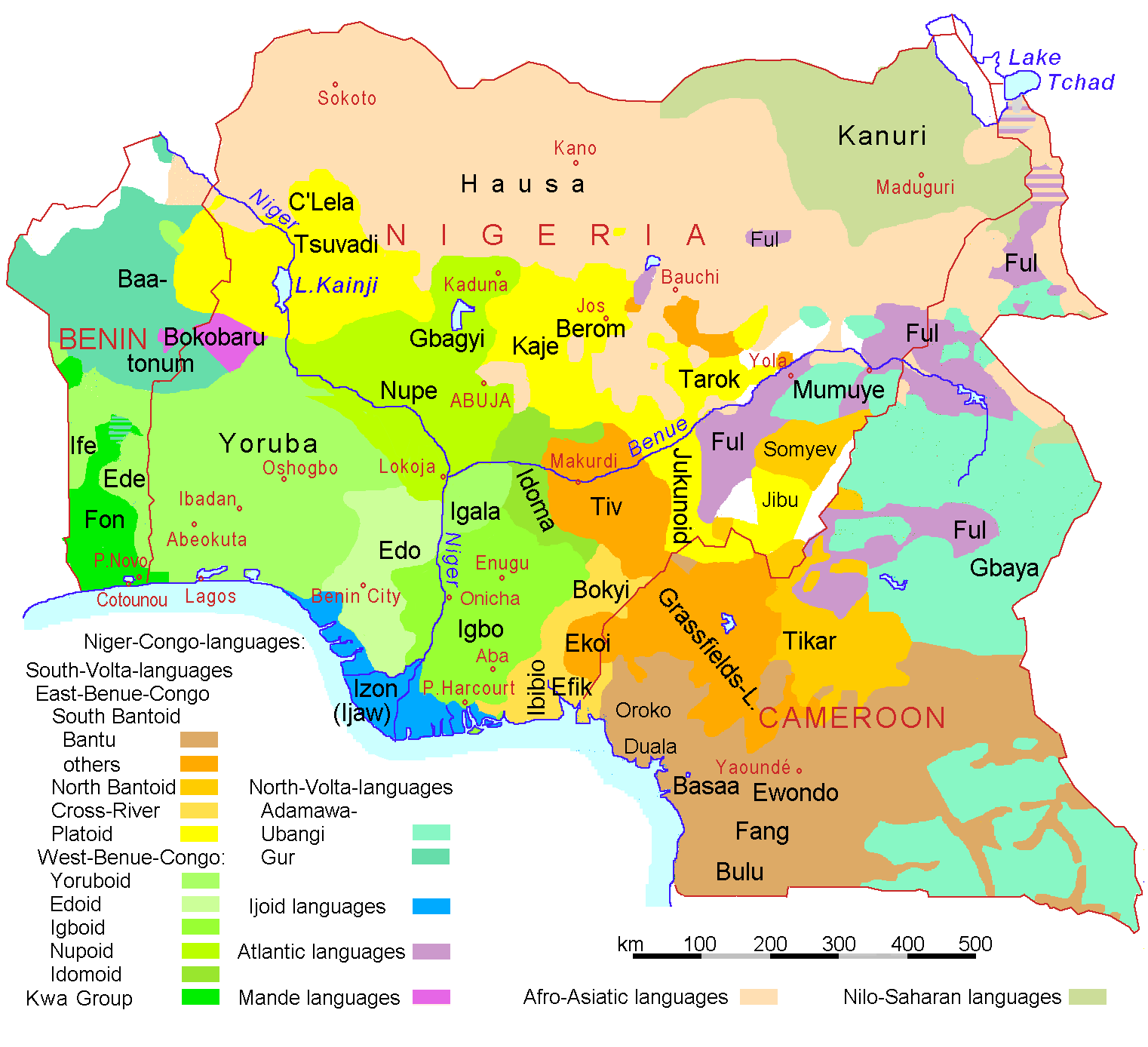

Банто́идные языки́ — группа родственных языков, образующих самую многочисленную ветвь в составе бенуэ-конголезских языков. Распространены в странах Африки южнее Сахары от Нигерии до Кении и к югу до ЮАР. Общее число говорящих на бантоидных языках около 200 млн. человек (оценка, 2004), из них 194 млн. на банту языках.

## История изучения
Изучение бантоидных языков началось с исследования языков банту в XVII в. В настоящее время они активно изучаются в африканистических центрах России (Москва, Санкт-Петербург), Европы (Германия, Нидерланды, Франция, Великобритания) и США.
Термин «бантоидные языки» был предложен в 1895 немецким лингвистом Г. Краузе. М. Гасри закрепил его в своей классификации бантуских языков в 1948 году (вместо распространённого ранее термина «полубанту», введённого в 1919 английским лингвистом Х. Х. Джонстоном). К бантоидным языкам Гасри отнёс языки, которые обладают именными классами подобно бантуским языкам, но для которых не удаётся установить достаточных и регулярных лексических соответствий с последними. В качестве обладающих такой характеристикой рассматривалась большая совокупность языков Западной Африки, которую Д. А. Ольдерогге в 1960-х гг. предложил подразделять на восточно-бантоидные (бенуэ-конголезские языки по Гринбергу), центральнобантоидные (гур языки по Гринбергу) и западно-бантоидные (западно-атлантические языки по Гринбергу).
Понятие «бантоидные языки» существенно изменило своё содержание после 1963 года, когда Дж. Х. Гринберг разработал окончательный вариант своей классификации африканских языков. С тех пор эта классификация постоянно уточняется и видоизменяется, особенно для бенуэ-конголезских языков, что отражается на положении бантоидных языков в генеалогической схеме.

## Состав бантоидных языков
В составе бантоидных языков (охватывающих около 640 языков) выделяется около 13 групп (из них первые 3 называют северными, а остальные южными), взаимоотношения между которыми остаются предметом дискуссий:
| №  | группа             | численность, тыс. чел. | %    | языки |
| -- | ------------------ | ---------------------- | ---- | --- |
| 1  | дакоидная          | 120                    | 0,06 | чамба-дака (110 тыс.) и ещё 3 языка                                                                            |
| 2  | мамбилоидная       | 230                    | 0,11 | мамбила (130 тыс.), ндола и ещё 10 языков                                                                      |
| 3  | тикароидная        | 36                     | 0,02 | тикар (25 тыс.), иногда выделяют группу фам                                                                    |
| 4  | джаравская         | 275                    | 0,13 | джарава (150 тыс.) и ещё 12-14 языков                                                                          |
| 5  | тивоидная          | 2300                   | 1,08 | тив (2200 тыс.), битаре и ещё 16 языков                                                                        |
| 6  | бебоидная          | 35                     | 0,02 | нооне, наки, фанг и ещё 12 языков                                                                              |
| 7  | мамфе              | 77                     | 0,04 | ньянг и ещё 2 языка                                                                                            |
| 8  | экоидная           | 220                    | 0,1  | экой (120 тыс.), экаджук, эджягам, нкем-нкум и ещё 6-7 языков                                                  |
| 9  | мбе                |                        |      | язык мбе |
| 10 | ндемли             |                        |      | язык ндемли |
| 11 | мбам               |                        |      | мбам, нугуну, тунен и ещё 11 языков                                                                            |
| 12 | грассфилдская      | 2500                   | 1,17 | бабанки, бамум, подгруппа бамилеке (в том числе нгомба), подгруппа нгемба, ком, ндоп и другие, всего 65 языков |
| 13 | (собственно) банту | 210000                 | 91,3 | около 500 языков                                                                                               |

Все бантоидные языки, кроме языков банту, распространены на территории Камеруна и Нигерии. Крупнейшие из них: тив (свыше 2,2 млн чел.), бамилеке (1,2), бамум (250 тыс.), джарава (150 тыс.).

## Основные языки
30 наиболее многочисленных бантоидных народов:
| №  | этнос                          | численность, тыс. чел. | % в семье языков | государства                                                                               |
| -- | ------------------------------ | ---------------------- | ---------------- | ----------------------------------------------------------------------------------------- |
| 1  | Руанда (ньяруанда)             | 9540                   | 5,76             | Руанда (56,1 %), Конго (Заир) (33,5 %), Уганда (8,9 %), Бурунди (1,1 %)                   |
| 2  | Макуа                          | 7750                   | 4,68             | Мозамбик (81,3 %), Малави (15,2 %), Танзания (2,8 %)                                      |
| 3  | Конго, йембе, яка              | 7600                   | 4,58             | Конго (Заир) (65,8 %), Ангола (14,5 %), Конго (11,0 %), Уганда (0,4 %)                    |
| 4  | Шона                           | 7050                   | 4,25             | Зимбабве (76,7 %), Мозамбик (21,3 %), Ботсвана (1,8 %)                                    |
| 5  | Рунди                          | 6690                   | 4,04             | Бурунди (63,7 %), Конго (Заир) (17,9 %), Танзания (7,5 %), Уганда (6,7 %), Руанда (4,2 %) |
| 6  | Малави (чева, нсенга)          | 6520                   | 3,93             | Малави (57,5 %), Мозамбик (24,5 %), Замбия (13,0 %), Танзания (3,1 %)                     |
| 7  | Зулу                           | 6340                   | 3,82             | ЮАР (96,2 %), Лесото (2,7 %)                                                              |
| 8  | Луба                           | 5635                   | 3,40             | Конго (Заир) (99,4 %), Замбия (0,35 %), Танзания (0,18 %)                                 |
| 9  | Коса                           | 5610                   | 3,38             | ЮАР (99,8 %), Ботсвана (0,1 %)                                                            |
| 10 | Ибибио                         | 5020                   | 3,03             | Нигерия (99,6 %), Камерун (0,3 %), Экваториальная Гвинея (0,1 %)                          |
| 11 | Тсонга (шангаан)               | 4500                   | 2,71             | Мозамбик (68,9 %), ЮАР (24,4 %), Зимбабве (6,2 %)                                         |
| 12 | Ньямвези, сукума, ньятуру      | 4300                   | 2,59             | Танзания (99,9 %)                                                                         |
| 13 | Монго, тетела, ленгола, локеле | 4200                   | 2,53             | Конго (Заир) (99,9 %)                                                                     |
| 14 | Кикуйю                         | 4000                   | 2,41             | Кения (99,9 %)                                                                            |
| 15 | Тсвана                         | 3630                   | 2,19             | ЮАР (77,1 %), Ботсвана (21,0 %), Зимбабве (1,65 %)                                        |
| 16 | Суто                           | 3180                   | 1,92             | ЮАР (59,7 %), Лесото (39,9 %), Ботсвана (0,2 %)                                           |
| 17 | Лухья                          | 3180                   | 1,92             | Кения (81,8 %), Танзания (18,2 %)                                                         |
| 18 | Овимбунду                      | 3100                   | 1,87             | Ангола (99,9 %)                                                                           |
| 19 | Ганда                          | 2610                   | 1,57             | Уганда (99,6 %), Танзания (0,38 %)                                                        |
| 20 | Педи (северные суто)           | 2590                   | 1,56             | ЮАР (96,5 %), Зимбабве (3,1 %), Ботсвана (0,2 %)                                          |
| 21 | Фанг (пангве)                  | 2480                   | 1,50             | Камерун (72,7 %), Габон (16,0 %), Экваториальная Гвинея (11,0 %)                          |
| 22 | Бемба                          | 2250                   | 1,36             | Замбия (97,8 %), Танзания (2,2 %)                                                         |
| 23 | Тив                            | 2240                   | 1,35             | Нигерия (89,3 %), Камерун (10,7 %)                                                        |
| 24 | Камба                          | 2150                   | 1,30             | Кения (99,9 %)                                                                            |
| 25 | Суахили                        | 2060                   | 1,24             | Танзания (87,4 %), Мозамбик (4,85 %), Конго (Заир) (4,85 %), Малави (0,97 %)              |
| 26 | Яо (ваяо)                      | 1850                   | 1,12             | Малави (45,9 %), Танзания (27,0 %), Мозамбик (27,0 %)                                     |
| 27 | Банги, нгала                   | 1820                   | 1,10             | Конго (Заир) (98,9 %), Конго (1,1 %)                                                      |
| 28 | Амбунду                        | 1800                   | 1,09             | Ангола (99,9 %)                                                                           |
| 29 | Бамилике, видекум, бамум       | 1700                   | 1,03             | Камерун (99,9 %)                                                                          |
| 30 | Свази                          | 1440                   | 0,87             | ЮАР (63,9 %), Свазиленд (35,0 %), Мозамбик (0,35 %)                                       |

## Фонетика
Для фонетики бантоидных языков характерно разнообразие звуковых типов, вокализм содержит классы гласных среднего ряда, для гласных важную роль играет категория продвинутости-отодвинутости корня языка; согласные характеризуются наличием сложных артикуляционных типов; в структуре слога избегаются сочетания согласных; большинство бантоидных языков имеет тон.

## Характеристики языка
В грамматике характерно наличие именных классов, наилучшим образом сохраняющихся в языках банту, но в разной степени разрушенных в других языках по мере движения от Восточной Африки к Западной; развиты глагольные категории, выражаемые многочисленными формантами; в синтаксисе представлена модель простого предложения «субъект + глагол + объект». В типологическом отношении в целом бантоидные языки неоднородны; если в языках банту представлена агглютинация с элементами флективности, то в западном ареале бантоидных языков морфологическая система менее развита и преобладает изоляция.

## Письменность
Большинство бантоидных языков бесписьменны; в тех случаях, когда письменность создана, она опирается на латинскую основу.